# NGC 2109
NGC 2109 (другое обозначение — ESO 57-SC34) — рассеянное скопление в созвездии Золотой Рыбы, расположенное в Большом Магеллановом Облаке. Открыто Джоном Гершелем в 1834 году. Скопление сплюснуто на 18% относительно сферической формы и имеет довольно большой возраст.
Этот объект входит в число перечисленных в оригинальной редакции «Нового общего каталога».